# Ossido ferroso
L'ossido ferroso è l'ossido del ferro (II), uno dei numerosi ossidi di ferro. Si presenta come una polvere nera con formula chimica FeO.
La sua forma minerale è nota come wüstite. L'ossido di ferro(II) non dovrebbe essere confuso con la ruggine (di cui è solo un componente minoritario, in quanto normalmente consiste principalmente di ossido di ferro(III) e altri ossidi di ferro idrati).
L'ossido di ferro(II) è un esempio di composto non stechiometrico e i rapporti tra gli elementi ferro e ossigeno possono variare: i campioni sono comunemente difettivi di ferro formando composti che vanno da Fe0,84O a Fe0,95O.

## Preparazione
FeO può essere preparato riscaldando l'ossalato di ferro(II) sotto vuoto :
{\displaystyle {\ce {FeC2O4->FeO\ +\ CO\ +\ CO2}}}.
L'ossido ferroso stechiometrico può essere preparato riscaldando Fe0,95O con ferro metallico a 770 °C e 36 kbar.

## Reazioni
Si dissolve facilmente in soluzioni acide diluite. Normalmente si presenta in forma di polvere nera, che può causare esplosioni in quanto è termodinamicamente instabile sotto i 575 °C, e facilmente combustibile, con la tendenza a disproporzionare convertendosi in metallo e ossido ferroso-ferrico secondo la seguente reazione :
{\displaystyle {\ce {4FeO->Fe\ +\ Fe3O4}}}.

## Struttura
L'ossido di ferro(II) ha una struttura cubica (come il cloruro di sodio, dove gli atomi di ferro e ossigeno sono coordinati reciprocamente in modo ottaedrico). Il composto è non-stechiometrico perché il FeII si ossida facilmente in FeIII, con l'effetto che una piccola parte del FeII viene rimpiazzata con 2/3 della stessa quantità di FeIII, che prende posizione tetraedicamente nel reticolo.
Sotto i 200 K c'è un minore cambiamento della struttura con cambiamenti di simmetria a romboedrica e i campioni diventano antiferromagnetici.

## Usi
L'ossido di ferro(II) è usato come un pigmento. È stato approvato dalla FDA e dai principali organismi internazionali per l'uso nei cosmetici (è usato in alcuni inchiostri per tatuaggi) e come additivo alimentare E172.